# Distretto governativo di Coblenza
Coblenza è stato uno dei tre distretti governativi (Regierungsbezirke) del land della Renania-Palatinato, soppresso nel 2000.

## Storia
Dal 2000, gli impiegati e i beni del Bezirksregierungen formano l'Aufsichts- und Dienstleistungsdirektion Trier (Direttorato di servizio e supervisione Treviri) e gli Struktur- und Genehmigungsdirektionen (Direttorati strutturali e di approvazione) Nord a Coblenza e Süd a Neustadt. Queste amministrazioni esercitano la loro autorità sull'intero stato, ad esempio, l'ADD Treviri supervisiona tutte le scuole del Land.

## Geografia fisica
Il distretto si trovava al centro del suo stato, con al centro-nord la città capoluogo di Coblenza. Confinava con gli stati della Renania Settentrionale-Vestfalia, dell'Assia e della Saarland, e con gli ex-distretti di Treviri e Rheinhessen-Pfalz.

## Suddivisione
| Circondari rurali (Landreise) | Città indipendenti (Kreisfreie Städte) |
| --- | -------------------------------------- |
| 1. Ahrweiler 2. Altenkirchen 3. Bad Kreuznach 4. Cochem-Zell 5. Mayen-Coblenza 6. Neuwied 7. Rhein-Hunsrück-Kreis 8. Rhein-Lahn-Kreis 9. Westerwaldkreis | 1. Coblenza                            |